# Anne-Marie Garat
Anne-Marie Garat (Burdeos, 9 de octubre de 1946-26 de julio de 2022) fue una novelista francesa. Autora de una veintena de títulos, ha obtenido, entre otros, el Premio Femina en 1992 por Aden y el Premio Marguerite Audoux en 2000 por Les mal famées. Con su extensa novela de 1335 páginas en la edición española, En manos del diablo (2006), alcanzó la popularidad internacional. En sus obras abundan las protagonistas femeninas, a las que dota de especial profundidad psicológica.

## Biografía
Nació en 1946 en un barrio obrero de Burdeos. En su ciudad natal cursó la licenciatura en Letras y posteriormente obtuvo un diploma de posgrado (DEA) en Cinematografía por la La Sorbona. Desde entonces vivió en París, donde impartió clases de Cine y Fotografía. Siendo Jack Lang el ministro de Cultura, le encargó la tarea de introducir la enseñanza del cine en la escuela.
Publicó numerosas novelas, en las que los personajes femeninos tienen una gran importancia y son dibujados con una psicología muy fina. Sus novelas se desarrollan con frecuencia en contextos históricos concretos del siglo XX, como los años anteriores a la Primera Guerra Mundial en Dans la maine du diable, la Segunda Guerra Mundial en Les mal famées o los años treinta y el ascenso de los regímenes totalitarios en su novela más reciente, L'enfant des tènèbres (2008), que culmina un auténtico fresco de la primera mitad del siglo XX. Sin embargo, la voluntad de reconstrucción histórica no desempeña en sus obras un papel tan esencial como para situarlas dentro del género de la novela histórica.
En la estela de su última novela, de marcado tono antifascista, tomó en diciembre de 2008 una posición pública en contra de lo que ella considera "deriva liberticida" del gobierno francés del presidente Sarkozy, denunciando la suerte reservada a los inmigrantes "sin papeles", las brutalidades policiales y la intimidación a la prensa.

## Obras
- L'homme de Blaye, Flammarion, 1984.
- Voie non classée, Flammarion, 1985.
- L'insomniaque, Flammarion, 1987. Premio François Mauriac, 1987.
- Le monarque égaré, Flammarion, 1989 ; Seuil, 1996.
- Chambre noire, Flammarion, 1990. Premio Alain-Fournier, 1991.
- Aden, Seuil, 1992. Premio Femina y premio Renaudot de los Estudiantes. Publicada en español por Lumen, 1996. Nueva ed. francesa, 2007.
- Photos de familles, Seuil, 1994.
- Merle, Seuil, 1996.
- Dans la pente du toit, Seuil, 1998.
- L'amour de loin, Actes Sud, 1998.
- Itsvan arrive par le train du soir, Seuil, 1999. Premio Thyde-Monnier, 1999.
- Les mal famées, Actes Sud, 2000. Premio Marguerite Audoux.
- Nous nous connaissons déjà, Actes Sud, 2003.
- La Rotonde, Actes Sud, 2004.
- Un tout petit coeur, Actes Sud junior, 2004.
- Une faim de loup. Lecture du Petit Chaperon rouge, Actes Sud, 2004.
- Dans la main du diable, Actes Sud, 2006. Publicada en español con el título En manos del diablo, La otra orilla, 2008.
- On ne peut pas continuer comme ça, Atelier In8, 2006.
- L'enfant des ténèbres, Actes Sud 2008.
- Hongrie, Actes Sud, 2009.
- Une traversée du siècle 3 Pense à demain, Actes Sud, 2010.
- Photos de familles, Actes Sud, 2011.
- Programme sensible, Actes Sud, 2013.
- La Première Fois, Actes Sud, 2013.
- La Source, Actes Sud, 2015.
- Le Grand Nord-Ouest, Actes Sud, 2018. Premio Franz-Hessel 2018.
- La Nuit atlantique, Actes Sud, 2020.
- Humeur noire, Actes Sud, 2021.